# Округ Перл Ривер (Мисисипи)
Перл Ривер (енгл. Pearl River County) је округ у америчкој савезној држави Мисисипи.

## Демографија
По попису из 2010. године број становника је 55.834, што је 7.213 (14,8%) становника више него 2000. године.
| Група             | 2000.          | 2010.          |
| Белци             | 41.181 (84,7%) | 45.911 (82,2%) |
| Афроамериканци    | 5.924 (12,2%)  | 6.872 (12,3%)  |
| Азијати           | 131 (0,3%)     | 228 (0,4%)     |
| Хиспаноамериканци | 686 (1,4%)     | 1.636 (2,9%)   |
| Укупно            | 48.621         | 55.834         |